# Menosoma pseudotaeniata
Menosoma pseudotaeniata är en insektsart som beskrevs av Rauno E. Linnavuori och Delong 1978. Menosoma pseudotaeniata ingår i släktet Menosoma och familjen dvärgstritar. Inga underarter finns listade i Catalogue of Life.